# San Rafael (kommun), Honduras
San Rafael är en kommun i Honduras.   Den ligger i departementet Departamento de Lempira, i den västra delen av landet, 150 km nordväst om huvudstaden Tegucigalpa. Antalet invånare är 10 222.